# Euphonia minuta
Euphonia minuta là một loài chim trong họ Fringillidae.